# Ордабасы курултай
Ордабасы Курултай — крупное народное собрание представителей, биев трёх жузов в 1726 году у горы Ордабасы в долине реки Бадам.
Серьезное положение на восточной границе в начале XVIII века требовало объединения сил трех Жузов. На Ордабасы курултай собрались ханы Абулхаир, Абильмамбет, Самеке, Жолбарыс, Бии казахских родов под руководством Толе би, Казыбек Би и Айтеке Би, а также легендарные полководцы и батыры. На собрании было принято решение организовать единое ополчение против джунгар. Главным предводителем был избран Абулхаир-хан. Победы, одержанные в завершающем этапе борьбы против джунгар (Буланты-Билеутинская битва, Аныракайское сражение), стали результатом объединенных действий казахских ополчений трех Жузов. На горе Ордабасы настоящее время установлен памятник трем известным казахским биям в память об этом историческом собрании..